# Edmund Bojanowski
Edmund Bojanowski (14. listopadu 1814, Grabonóg – 7. srpna 1871, Górka Duchowna) byl polský římský katolík a sociální aktivista a zakladatel řeholních kongregací. Katolická církev jej uctívá jako blahoslaveného.

## Život

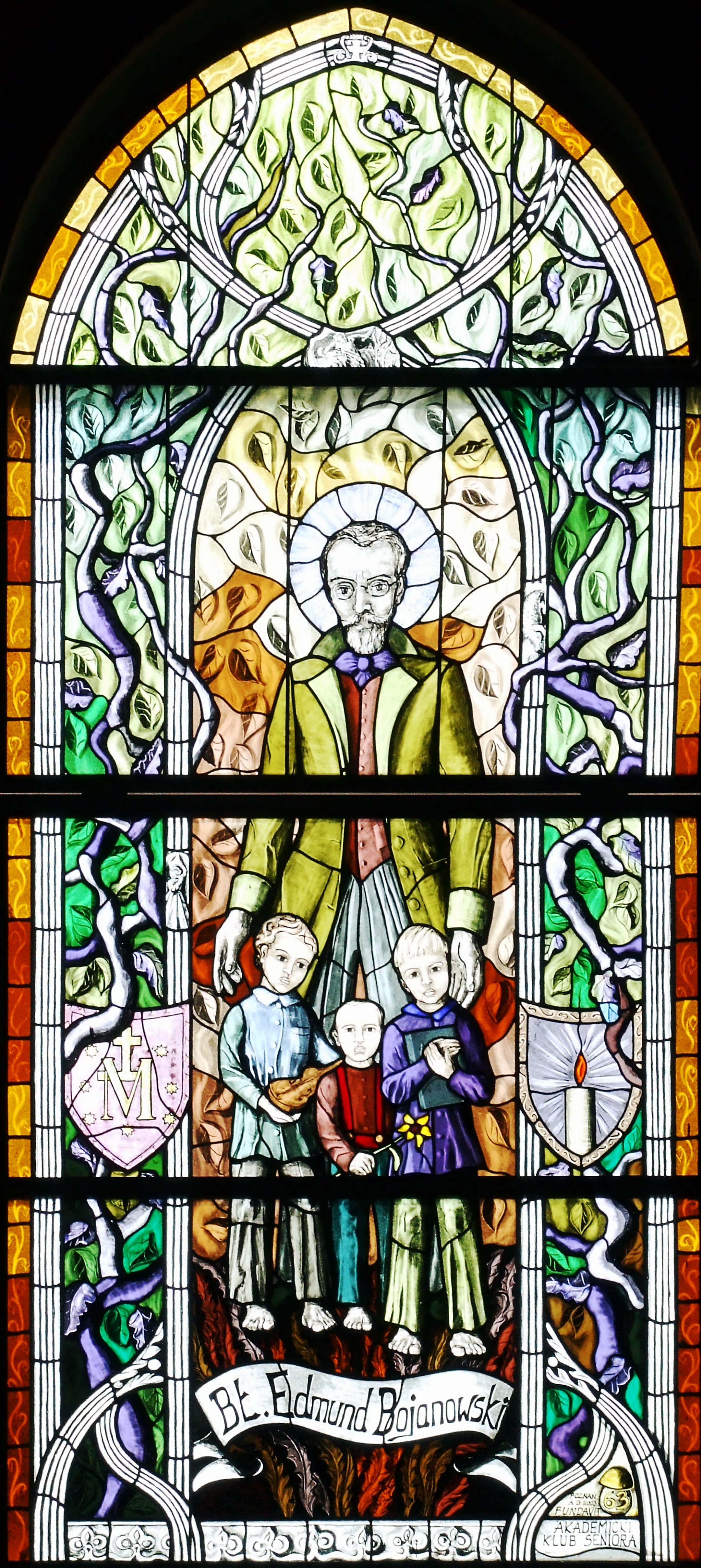
Vitráž s jeho vyobrazením v kostele sv. Vojtěcha v Poznani

Narodil se dne 14. listopadu 1814 dědičným šlechticům Walentu Bojanowskému a Terese Umińské. V dětství byl svými rodiči formován ve víře.
V roce 1819 onemocněl a zdálo se, že umírá, ale uzdravil se, přestože mu lékaři dávali jen malé naděje. Jeho rodiče to považovali za zázračné uzdravení, jelikož se za něj před tím modlili. Když se uzdravil, učinil jako dítě soukromý slib, že svůj život zasvětí Panně Marii. Nadále však trpěl špatným zdravím, a proto nemohl chodit do školy a musel být doučován doma. V roce 1835 se u něj během studia rozvinula tuberkulóza. Později pokračoval ve studiu na koleji ve Vratislavi (1832–1835), kde studoval umění a literaturu, a také na koleji v Berlíně (1836–1838), kde studoval umění a hudbu, ale nedokončil zde svá filozofická studia. Toužil se stát knězem, ale kvůli svému chatrnému zdraví to nebylo možné.
Během této doby také překládal díla ze srbštiny do polštiny. Trávil hodiny při eucharistické adoraci a často meditoval o Písmu svatém. Každý týden přistupoval ke svátosti pokání. Pravidelně se účastnil duchovních cvičení.
Jeho zájem o lidi ho přivedl k tomu, že sbíral příběhy, písně a přísloví z venkovských oblastí a publikoval je v díle „Příteli lidu“. Zapojil se také do poskytování knih pro školy, jakož i zakládání nových knihoven a zřizování sirotčinců pro chudé děti. Během epidemie cholery v letech 1848–1849 pečoval o nemocné a pomáhal je léčit a utěšovat. Podporoval zřízení nové nemocnice a financoval činnost sirotčinců nebo hospiců.

Podpis

Službu chudým považoval za důležitý úkol, pročež založil ženskou řeholní kongregaci Služebnic Neposkvrněného Početí Panny Marie, která se měla této činnosti věnovat. Z jím založené kongregace se později oddělily další tři kongregace, které jej taktéž považují za svého zakladatele či spoluzakladatele:
- Malé služebnice Neposkvrněného početí
- Sestry služebnice Matky Boží, Panny Neposkvrněného Početí
- Sestry služebnice Neposkvrněného Početí Panny Marie[5]

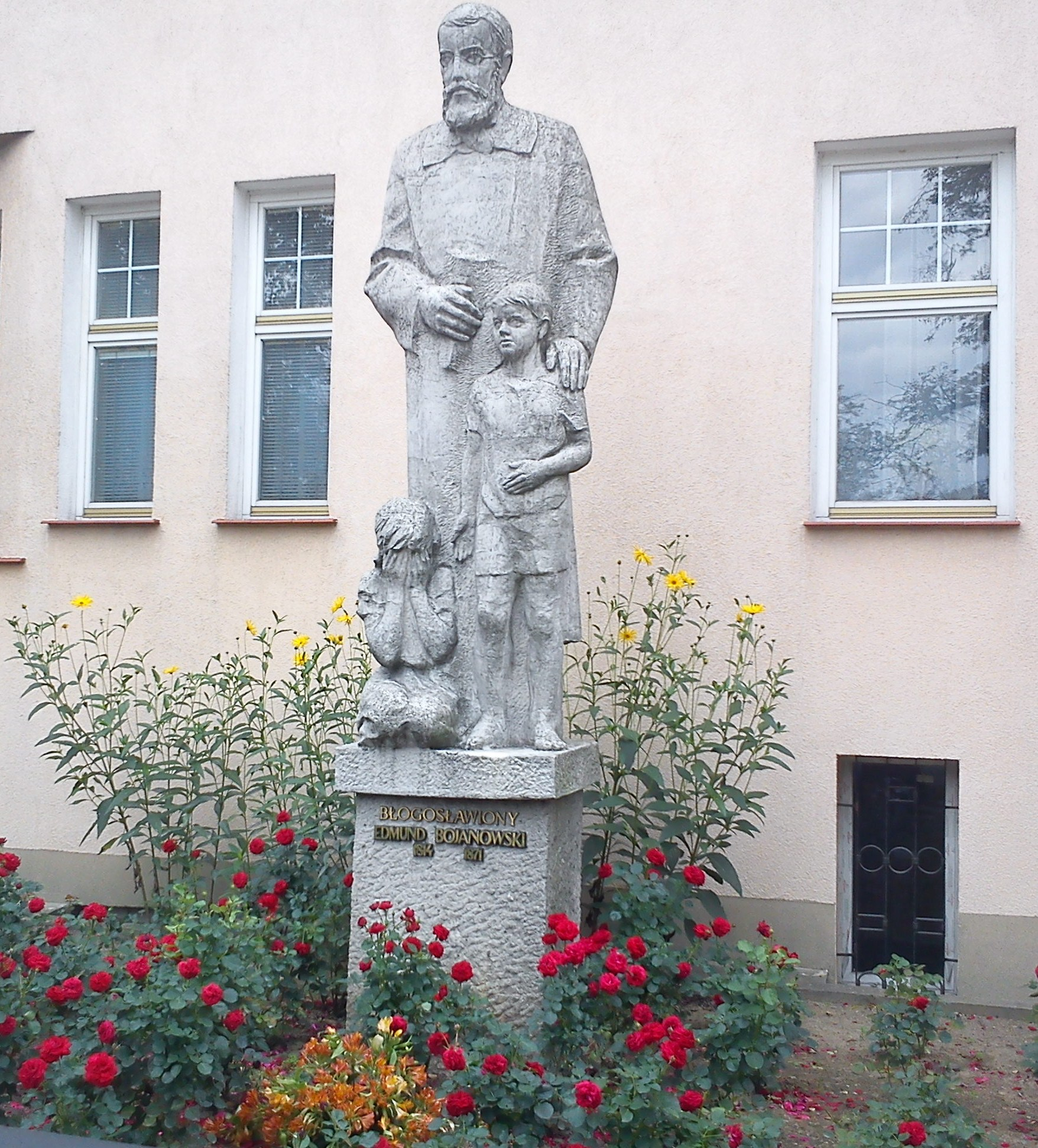
Jeho socha v Luboń-Żabikowo

Roku 1869 se v Hnězdně znovu pokusil o zahájení přípravy na kněžství, ale jeho zdraví se stále zhoršovalo. Zemřel dne 7. srpna 1871 v Górkce Duchowne.

## Úcta
Dne 3. července 1998 jej papež sv. Jan Pavel II. podepsáním dekretu o jeho hrdinských ctnostech prohlásil za ctihodného. Dne 21. prosince 1998 byl uznán zázrak na jeho přímluvu, potřebný pro jeho blahořečení.
Blahořečen pak byl dne 13. června 1999 ve Varšavě papežem sv. Janem Pavlem II. během jeho návštěvy Polska.
Jeho památka je připomínána 7. srpna.